# Kassiter

Babylonien, 1200-talet f.Kr.

Kassiterna var en folkgrupp som levde i Främre Orienten.
Kassiterna kom från Zagros bergskedja i nuvarande Iran, och kan historiskt beläggas i Syrien och norra Babylon omkring 1800 f.Kr. Efter Gammelbabylonska rikets fall omkring 1600 f.Kr. grundade de den kassitiska dynastin som skulle regera i Mesopotamien fram till 1155 f.Kr. De flesta kassiterna assimilerades snabbt med den babyloniska befolkningen och kulturen.
I bergstrakterna mellan nuvarande Iran och Irak lyckades de dock behålla sin särart. Enligt grekiska och romerska källor underkastade de sig varken Perserriket eller Alexander den store och hans efterträdare.
Kassiterna bibehöll dyrkandet av de gamla babyloniska gudarna. Den kassitiska kungafamiljen dyrkade dock även sina egna gudar, Shuquama med gemålen Shimalija. Andra gudar, som väderguden Buriash, Harbe, Maruttash och solguden Shuriash är endast kända genom att namnen levat kvar som delar i personnamn.
I Kassiter-riket användes akkadiska och sumeriska som skriftspråk. Endast en kassitisk-babylonsk ordlista, några personnamn och enstaka ord är kända från det kassitiska språket.

## Historia
Hur kassiterna kom till makten i Babylon samt hur de styrde riket är relativt okänt då Babylon efter deras övertagande gick in i en så kallad "mörk tidsålder" (en tidsperiod där väldigt få källor finns kvar). Detta tyder på att traditionen av skrivande som varit prevalent under sumererna, akkaderna samt amoriterna verkar ha ebbat ut efter erövrandet, inte helt olikt vad som hände i Sumer under den gutiska erövringen. Kassiterna verkar ha döpt om Babylon till Karanduniash och fick staden att återuppstå som en politisk och militär maktfaktor i Mesopotamien. De grundade även en ny huvudstad på 1300-talet f.Kr. vid namn Dur-Kurigalzu (Kurigalzus fästning) norr om Babylon, namngiven efter en kassitisk kung.
De kassitiska kungarna lyckades till skillnad från tidigare akkader och amoriter som styrt Sumer skapa en relativt stabil nation vilket resulterade i att den kassitiska kungadömet skulle komma att bli den längsta kungadömet i Babylons historia. Kassiterna kom att härska över Babylon och Sumer i nästan 400 år.

### Sen bronsålder
Exakt var kassiterna kom ifrån är fortfarande okänt men deras ursprungliga hemland verkar ha legat i Zagrosbergen i vad som idag är Lorestanprovinsen i Iran. Dock var kassiterna, liksom elamiterna, gutierna och mannaerna inte besläktade med de iranska folkslag som ett årtusende senare skulle komma att leva i de trakterna. De omnämns första gången på 1700-talet f.Kr. då de anföll Babylon under Samsu-ilunas (cirka 1749–1712 f.Kr.) 9 år som Babylons konung. Samsu-iluna besegrade kassiterna och drev iväg dem, något som även hans efterträdare Abi-Eshuh skulle tvingas göra. Cirka 1595 f.Kr. plundrades Babylon av hettiter och ungefär 25 år efter detta verkar kassiterna ha erövrat Babylon. De vände sedan söderut och under några årtionden erövrade de den del av Mesopotamien som traditionellt anses vara Sumer vilket resulterade i Sjölandsdynastins fall cirka 1520 f.Kr.
Vid plundringen av Babylon hade hettiterna tagit med sig gudastatyn av Marduk som varit Babylons huvudgud. Kassiterna kom på okänt sätt över statyn igen och återförde den till Babylon där Marduk likställdes med kassiternas egen huvudgud Shuqamuna.
Under kassiterna omvandlades Sumer från ett område styrt av tidvis allierade och tidvis stridande stadsstater med stor självständighet och egna kungadynastier till att bli ett enat rike. Detta gjorde Babylon till en internationell maktfaktor även om riket fortfarande inte var lika starkt som dess assyriska grannar i norr eller dess elamitiska grannar i öster. De kassitiska kungarna etablerade snabbt handel och diplomati med de närliggande rikena. Puzur-Ashur III av Assyrien och Burna-Buriash I av Babylon skrev på mitten av 1500-talet ett icke-aggressionsavtal där gränsen mellan de båda rikena bestämdes. Giftermål anordnades mellan det kassitiska kungahuset och kungadynastierna av Egypten, Elam och Hettiter-riket och Babylon samt andra storstäder öppnades för internationell handel. Babyloniska köpmän var under perioden även aktiva i Egypten, Assyrien och Anatolien och Babyloniska handelssigill och mätverktyg har hittats i södra Armenien, Thebe i Grekland samt i Ulu Burun-vraket utanför Turkiets södra kust. I mitten av 1400-talet f.Kr. skrevs ett nytt icke-aggressionsavtal mellan Kurigalzu I och Ashur-bel-nisheshu av Assyrien men trots detta skulle de kommande århundradena utgöras av Assyriska anfall och tidvis Assyrisk dominans.
1365 f.Kr. tillträdde Ashur-uballit I (1365–1330 f.Kr.) Assyriens tron och han lyckades genom militära erövringar och diplomati göra Assyrien till det mäktigaste riket i Mesopotamien. 1360 f.Kr. mördades den kassitiske kungen av Babylon som även var make till Ashur-uballits dotter. Ashur-uballit I beslutade sig för att hämnas sin svärsons död och invaderade Babylon som sedan plundrades. Den kung som tagit över efter mordet avsattes och istället placerade Ashur-uballit Kurigalzu II på tronen. I slutet av 1300-talet f.Kr. plundrades Babylon än en gång av assyrier. Denna gång under Ashur-uballits son och efterträdare Enlil-nirari (1330–1319 f.Kr.). Enlil-niraris sonson Adad-nirari I (1307–1275 f.Kr.) invaderade även han Babylon och erövrade dess norra territorier. Kung Tukulti-Ninurta I (1244–1208 f.Kr) tröttnade till slut på att enbart dominera Babylon. 1235 f.Kr. erövrade han själva staden Babylon och avsatte Kashtiliash IV som togs som krigsfånge till Ashur. Tukulti-Ninurta I kom sedan att härska som kung av Babylon i åtta år innan han tillsatte Enlil-nadin-shumi som vasallkung av riket. Först i början av 1100-talet f.Kr. återhämtade sig Babylon, Adad-shuma-usur (1216–1189 f.Kr.) var då kung och hade under större delen av sin tid på tronen officiellt varit vasall till Assyrien. Dock hade Tukulti-Ninurtas död 1208 f.Kr. resulterat i inbördeskrig i Assyrien vilket inneburit att större delen av det kassitiska riket (med undantag för områdena längst upp i norr) befriat sig från den Assyriska ockuperingen. Adad-shuma-usur var därmed endast vasallkung till namnet och han besegrade en ny assyrisk invasion under Enlil-kudurri-usur.
Adad-shuma-usur efterträddes av Meli-Shipak II (1188–1172 f.Kr.) som förklarade sig som självständig kung av Babylon. Han gjorde ett misslyckat försök att återta det kassitiska rikets norra delar men lyckades dock att försvara riket från vidare assyriska erövringar och hans tid som konung verkar i stort sett ha varit fredlig. Bronsålderskollapsen drog nu fram i rikena kring medelhavet men varken kassitiska riket, Assyrien eller Elam verkar för tillfället ha påverkats avsevärt av detta. Adad-shuma-usur efterträddes av Marduk-apla-iddina I (1171–1159 f.Kr.) och Zababa-shuma-iddin (1158 f.Kr.) men båda kungarna förlorade områden i norr till Ashur-dan I av Assyrien (1179–1133 f.Kr.) och Shutruk-Nakhunte av Elam (1184-1155 f.Kr.) erövrade rikets östra delar. Den siste kassitiske konungen av Babylon innan rikets fall var Enlil-nadin-ahhe (1157-1155 f.Kr.). Efter att han tillträtt tronen genomförde assyrierna under Ashur-dan I en massiv invasion vilket resulterade i att de norra och centrala delarna av riket erövrades samtidigt som Shutruk-Nakhunte drog in i riket och anföll själva Babylon direkt. Babylon föll och plundrades av Elamiterna som även dräpte Enlil-nadin-ahhe. Den kassitiska dynastin var därmed över och det som var kvar av riket tillföll Isin i vad som kallas för Isindynastin. Elam försökte hålla Babylon men drevs några år senare ut av Nebuchadnezzar I av Isin.

### Järnåldern
Kassiterna lyckades cirka 1025 f.Kr. återerövra Babylon och höll staden fram till 1004 f.Kr. då de drevs ut av invaderande araméer men de fortsatte att existera som en distinkt etnisk grupp i vad som idag är Lorestanprovinsen och babyloniska källor beskriver att den assyriske konungen Sanherib (705–681 f.Kr.) kuvat dem i ett slag vid Hulwan 702 f.Kr. 
Herodotos (cirka 484–425 f.Kr.) samt andra grekiska författare namnger ibland området kring Susa som Cissia vilket var en variant av namnet kassiter. Det är dock oklart om kassiterna faktiskt levde i området vid denna tidpunkt.
Enligt Nearchos som var en av Alexander den stores befälhavare skall Kossaei (kassiter) ha levt i Zagrosbergen och varit en av flera rovgiriga bergsstammar som ofta krävde tribut av det persiska riket men de omnämns också som del av Persernas armé vid slaget vid Gaugamela 331 f.Kr. Alexander den store skall ha besegrat kassiterna i deras bergsland då han inledde en separat vinterkampanj mot dem efter persiska rikets fall vilket resulterade i att de slutade plundra de närliggande områdena.
Den grekiske historikern Strabon (64/63 f.Kr.-24 e.Kr.) skriver att 13 000 Kossaei-bågskyttar (kassiter) stridit i Elymaiernas arme i deras krig mot Susa och Babylon. Detta är dock lite svårtolkat då uttrycket Elymaier kom till först på 160-talet f.Kr. Babylon hade vid denna tidpunkt helt förlorat sin betydelse och tros i texten i så fall syfta på det Selukidiska riket. Alternativt anses att Strabon helt enkelt använder sig av sin tids namn för Elamiter och kriget som Strabo skriver om antas i så fall ha ägt rum kring 600-talet f.Kr. Susa var elamiternas (elymaiernas) huvudstad vilket innebär att kassiterna deltagit i ett inbördeskrig i Elam där antingen Babylonierna eller selukiderna var allierade med deras motståndare.
Sista gången kassiter omnämns är i texter från Klaudios Ptolemaios som skriver att kossaierna lever i området kring Susa och att de är grannar till elyméerna. Detta tros dock bero på att Ptolemaios använt sig av gamla källor.
Kashganfloden i Lorestan kan ha fått sitt namn efter kassiterna. Detta är dock helt obekräftat. 

## Galleri

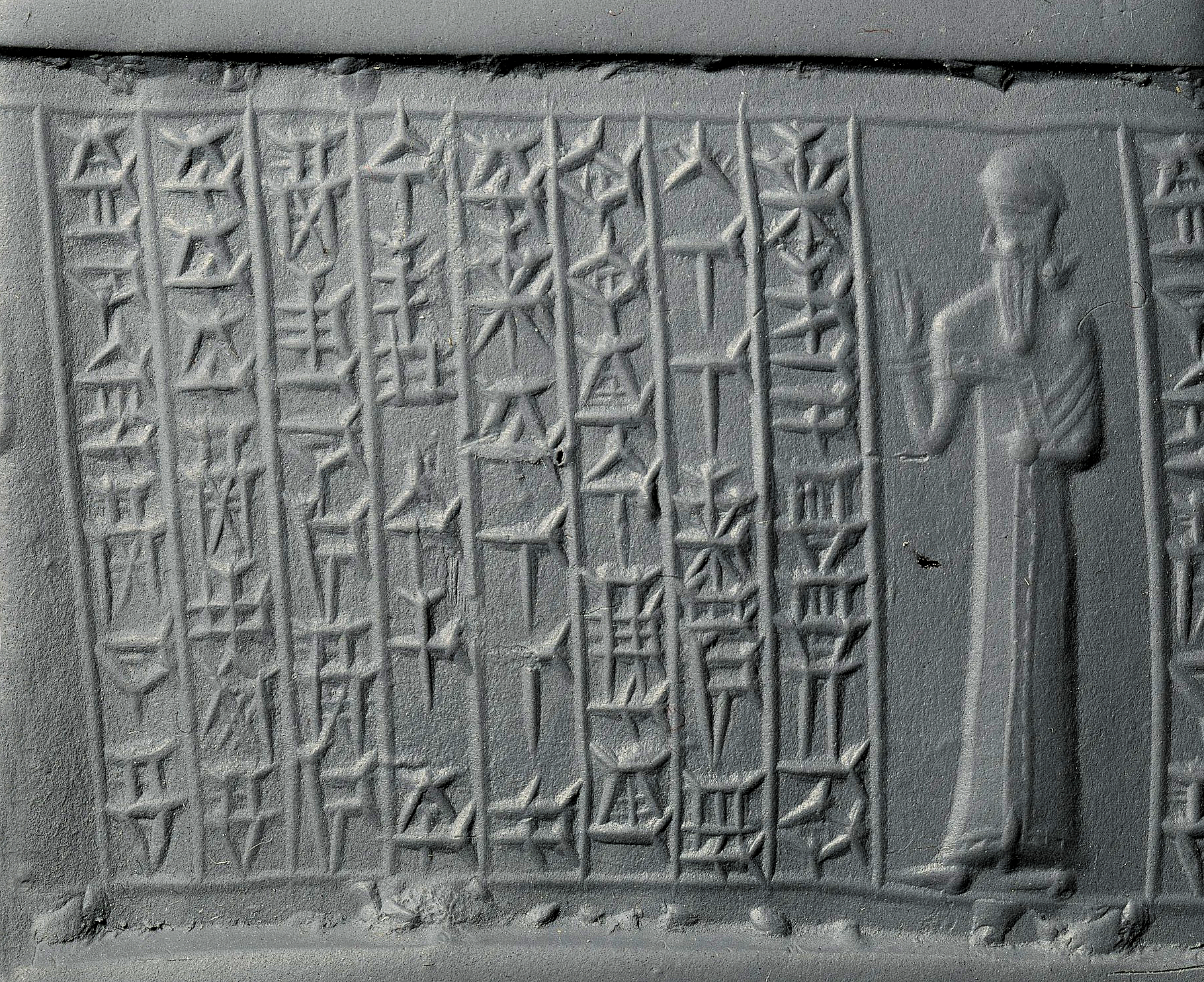
Kassitisk stämpel från okänd tidpunkt mellan 1500 och 1100-talet f.Kr. Louvre-museet
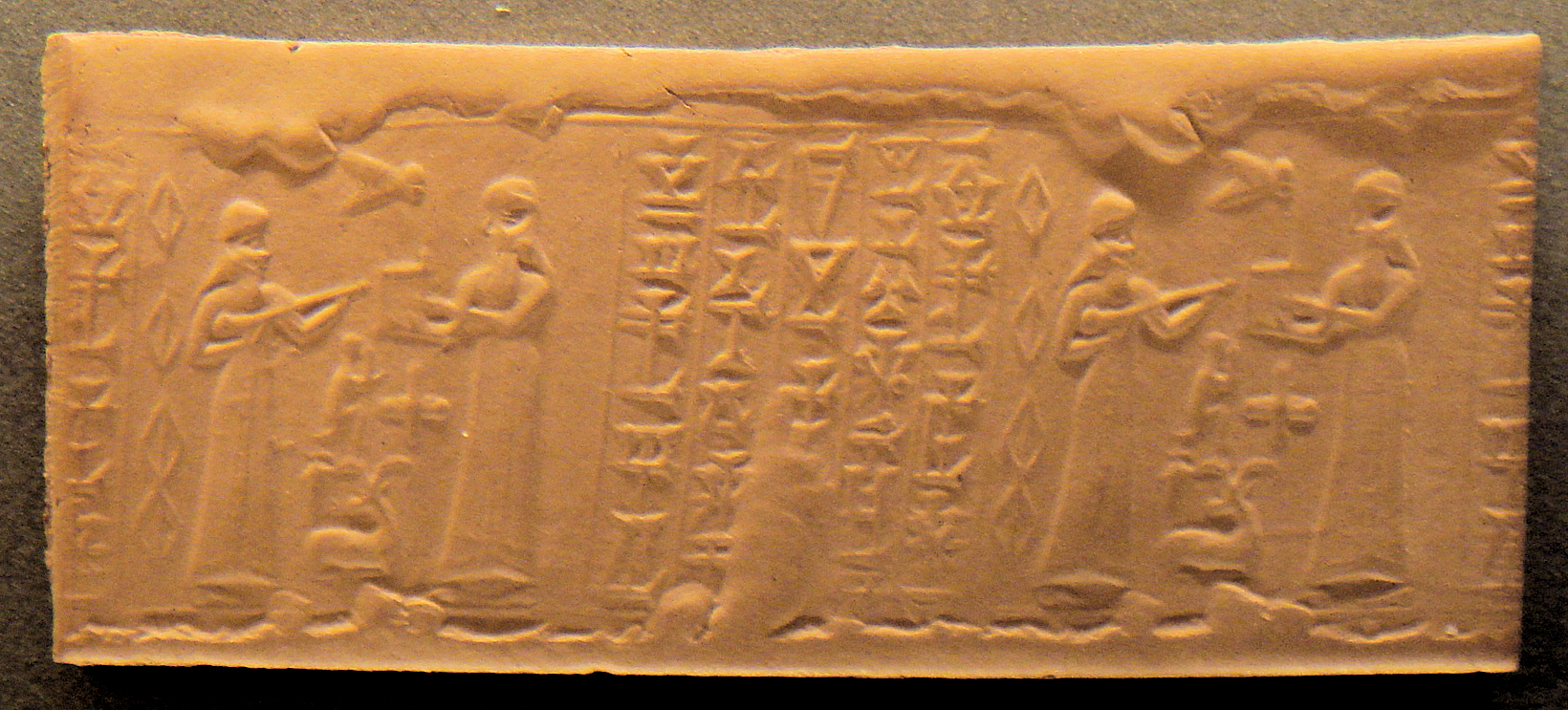
Kungastämpel från kung Kurigalzu II (1332–1308 f.Kr). Louvre-museet.
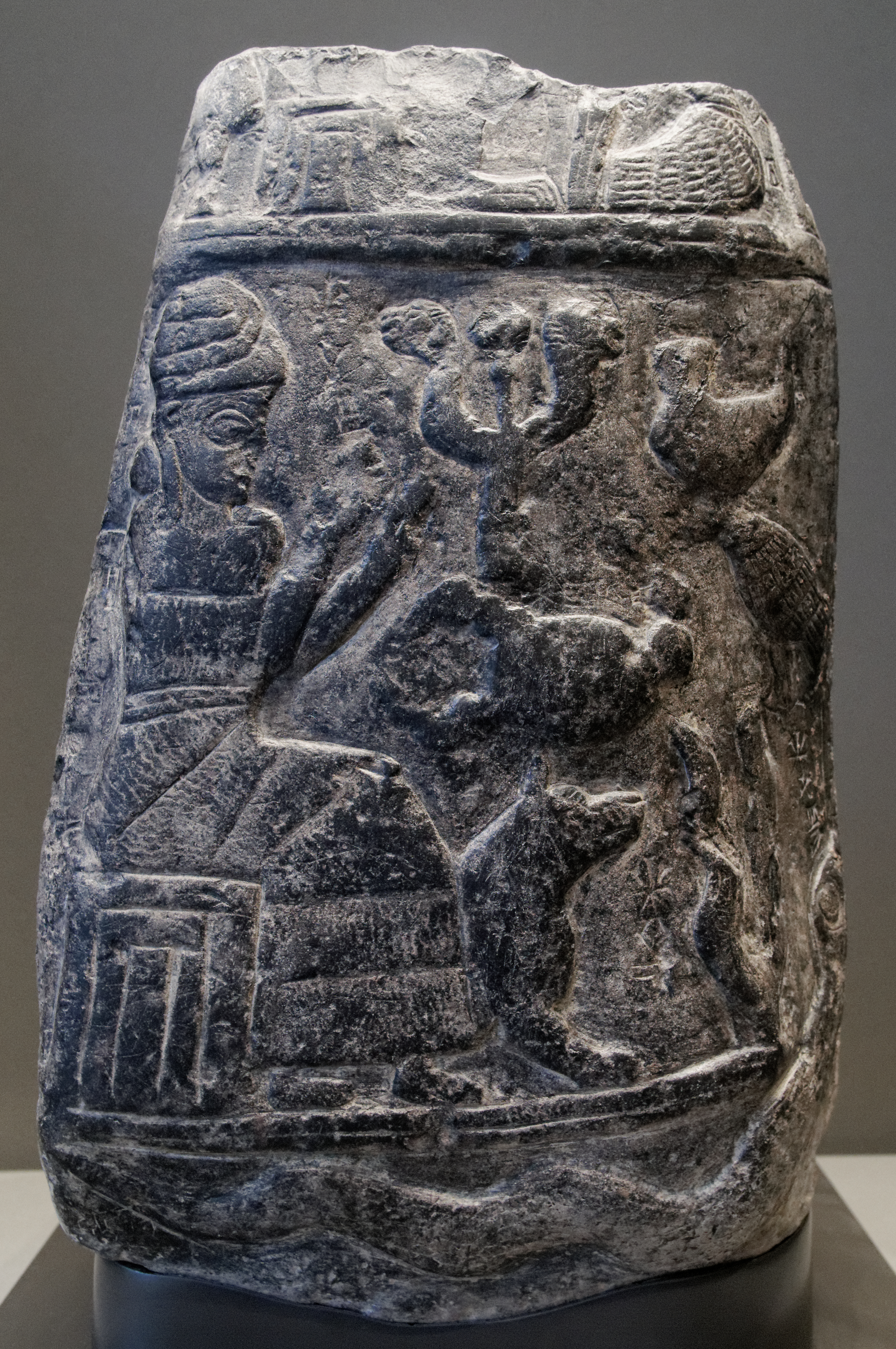
Kassitisk gränssten med kung Marduk-apla-iddina I. Louvren.
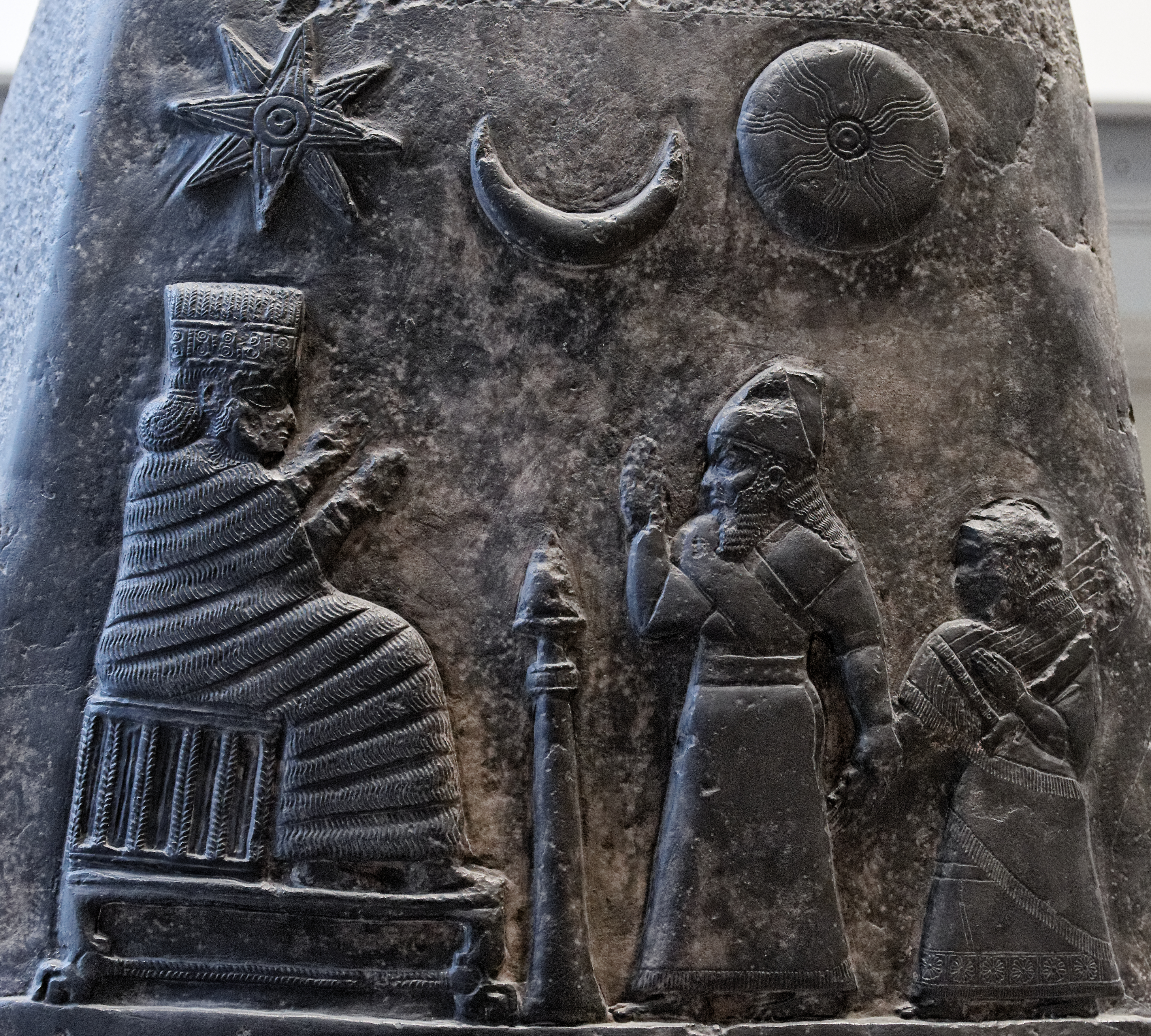
Kassitisk gränssten beskrivande kung Meli-Shipak II på sin tron som ger land till Ḫunnubat-Nanaya. Det hela bevittnas av Inanna (den åttauddiga stjärnan), hennes bror Shamash (Utu, Soldisken) och deras far Sin (Nanna, månskäran). Från 1100-talet f.Kr.
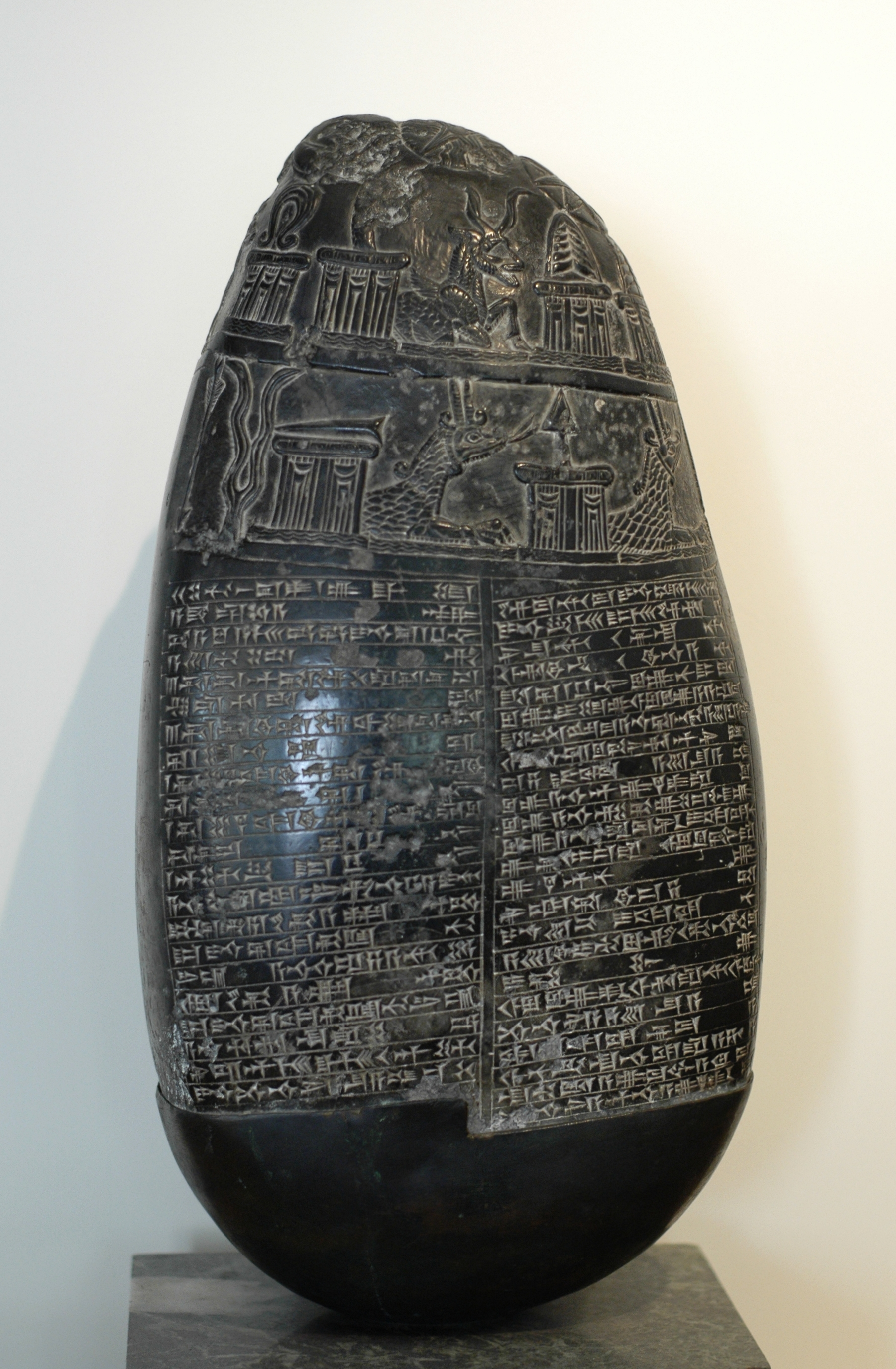
Kassitisk gränssten från kung Marduk-nadin-akhis tid (1099-1082 f.Kr.). Funnen nära Bagdad av den franske botanisten André Michaux. Finns på Cabinet des Médailles i Paris
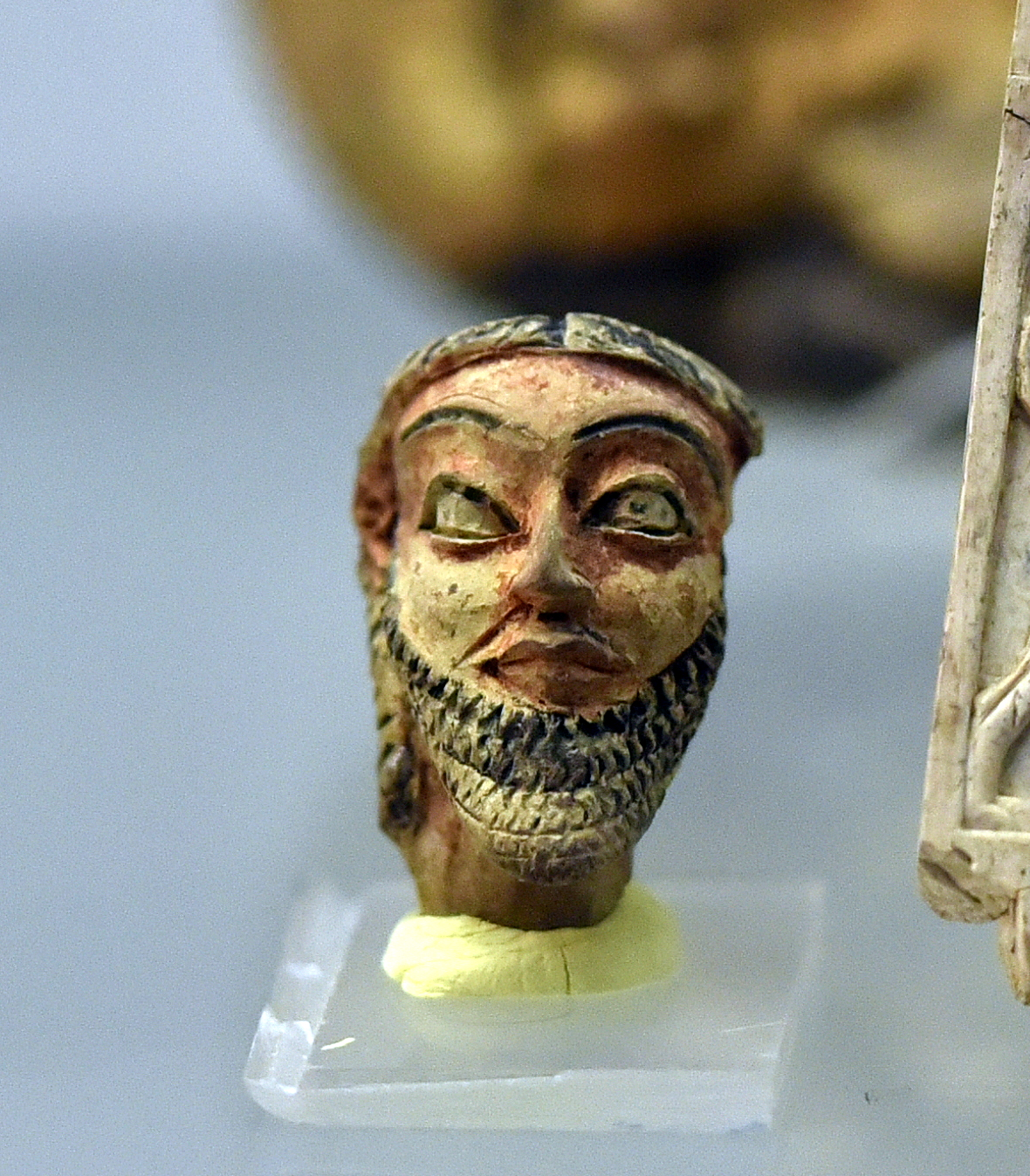
Kassitiskt manshuvud från Dur-Kurigalzu i nuvarande Irak. tros komma från Marduk-apla-iddina Is tid. Iraks nationalmuseum. Bagdad
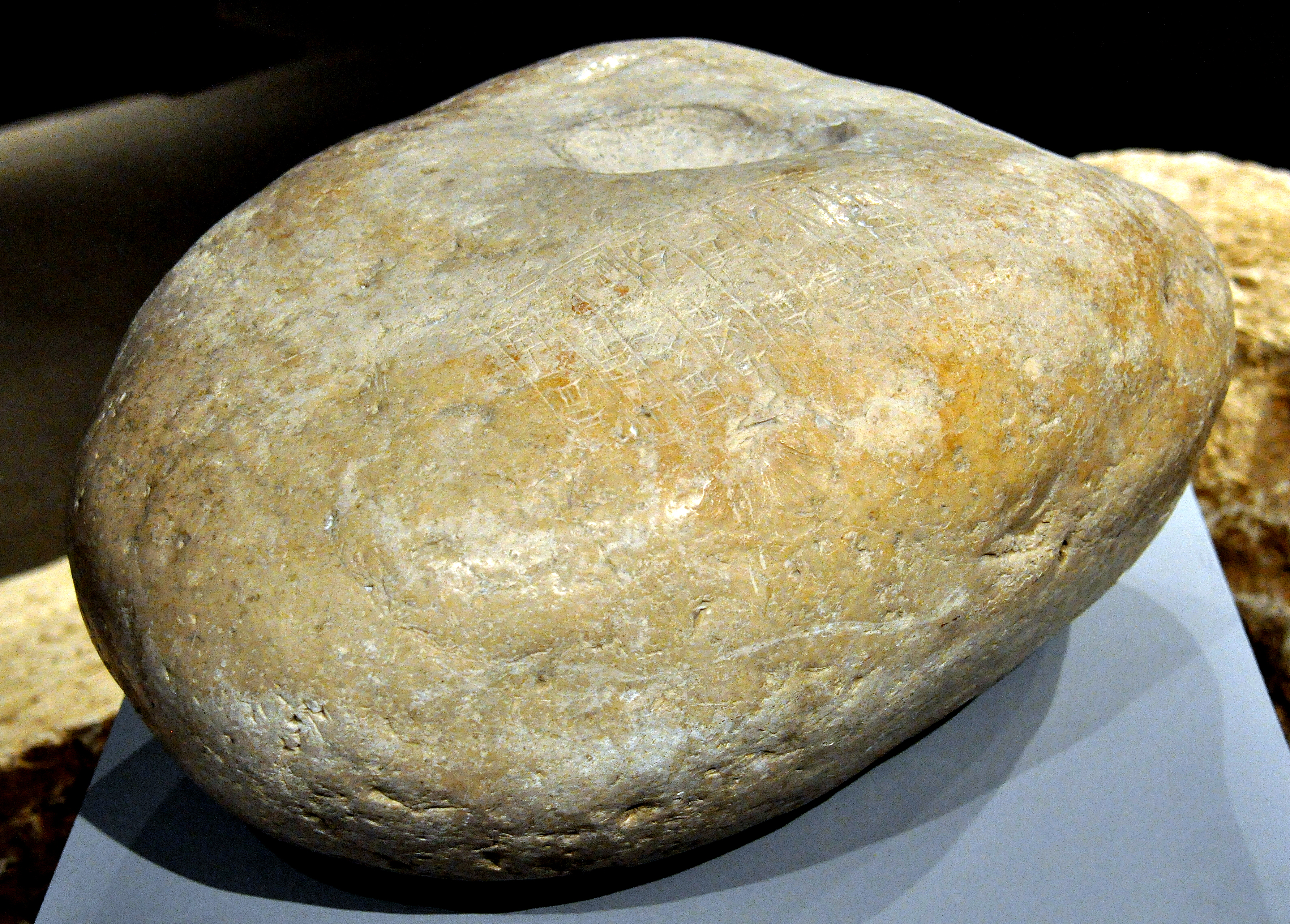
Dörrpost från Dur-Kurigalzu 1300-talet f.Kr. Sulaymaniyahmuseet. Irakiska Kurdistan.
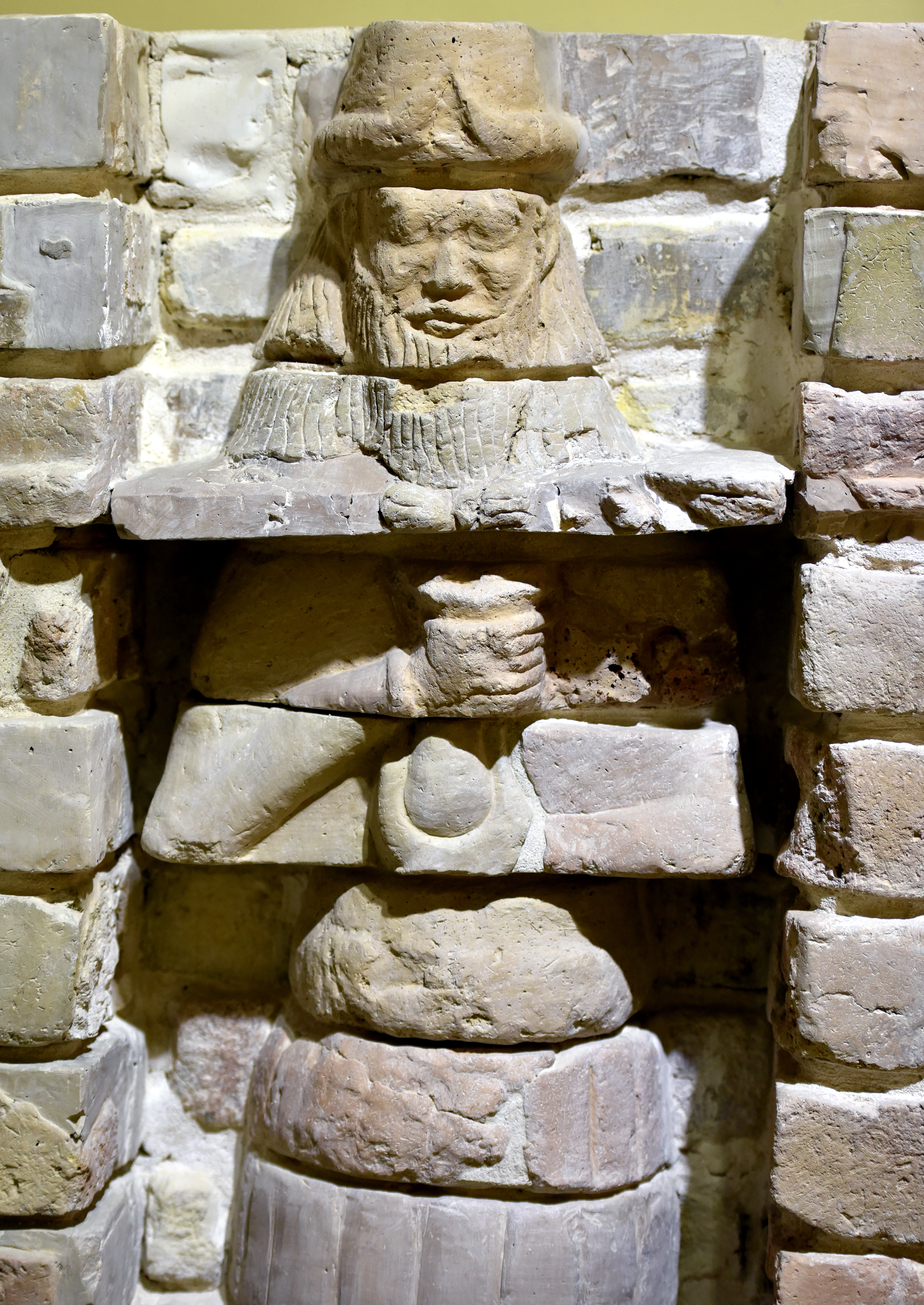
Fasadutsmyckning vid Inanna-templet i Uruk. Kassitisk stil från 1400-talet f.Kr. Iraks nationalmuseum. Bagdad
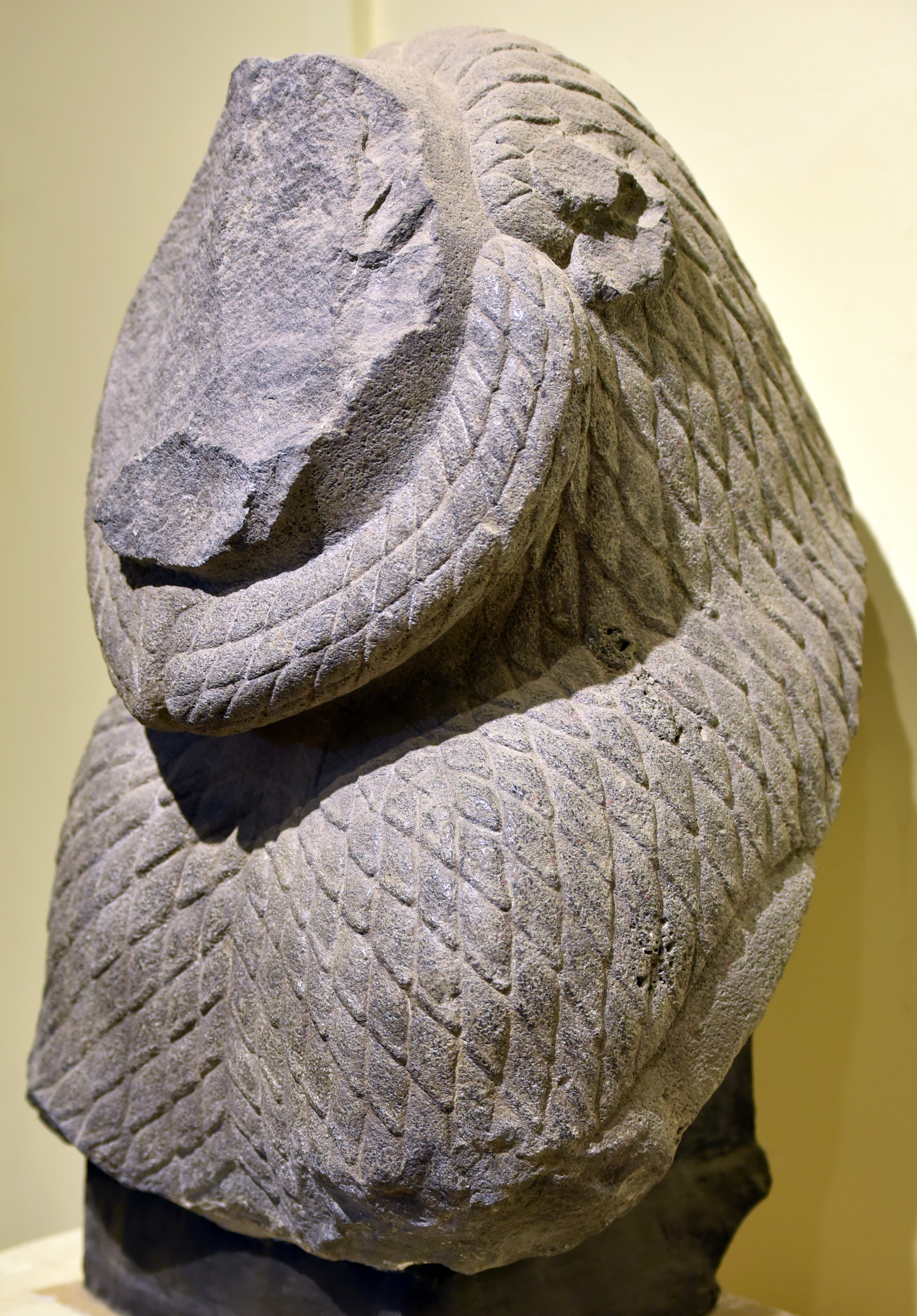
Kassitisk lejonstaty. Iraks nationalmuseum. Bagdad
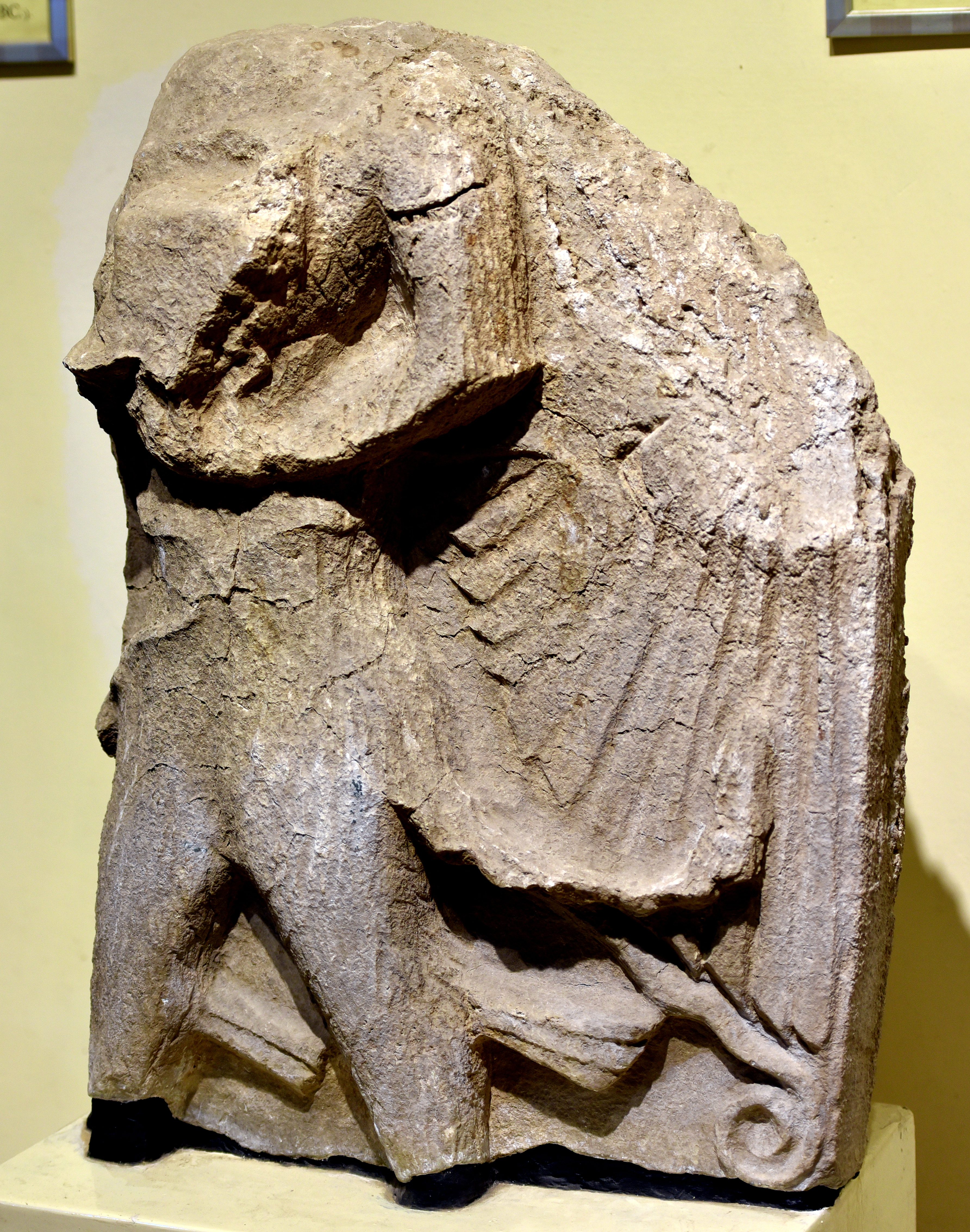
Kalkstensrelief föreställande man. Funnen i Tell al-Rimah. Kassitisk stil. Iraks nationalmuseum. Bagdad
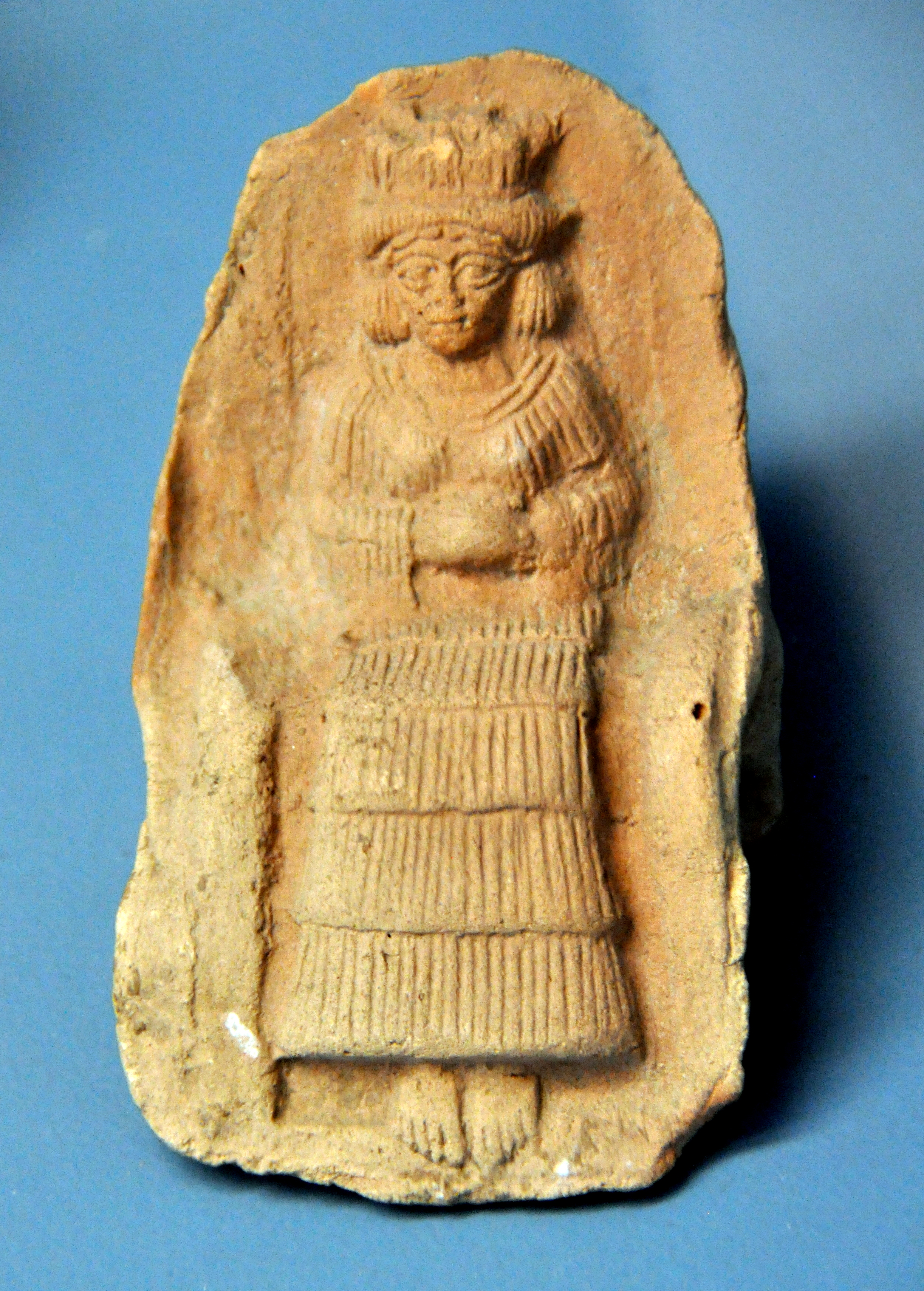
Terrakottaplatta föreställandes sittande gudinna. Funnen i södra Irak från kassitiska tidsåldern. Forna orientmuseet, Istanbul.
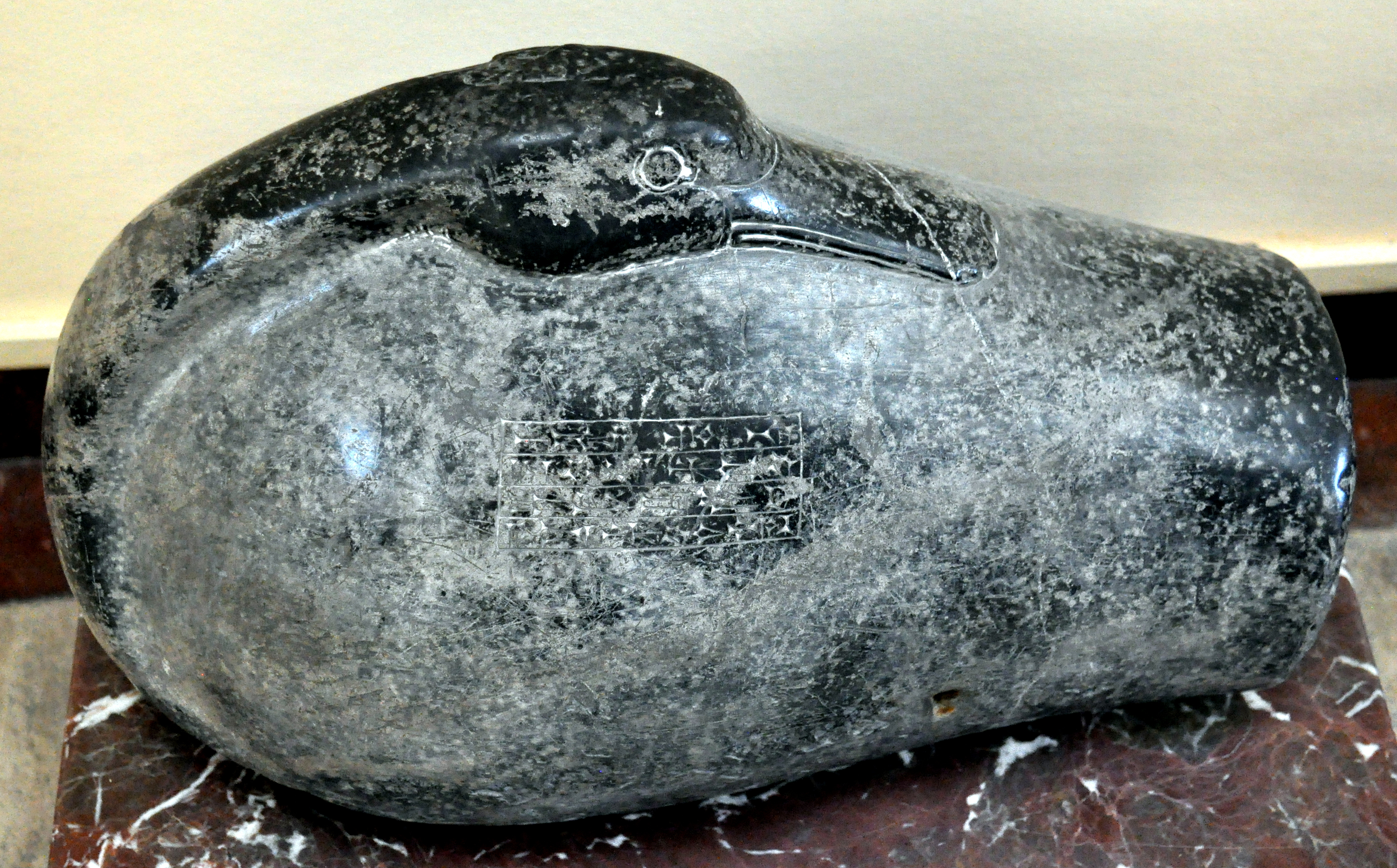
Vikt i form av and och inskriberad med namnet Mashallim-Marduk. En präst i Babylon. Kassitisk tidsålder. Forna orientmuseet. Istanbul
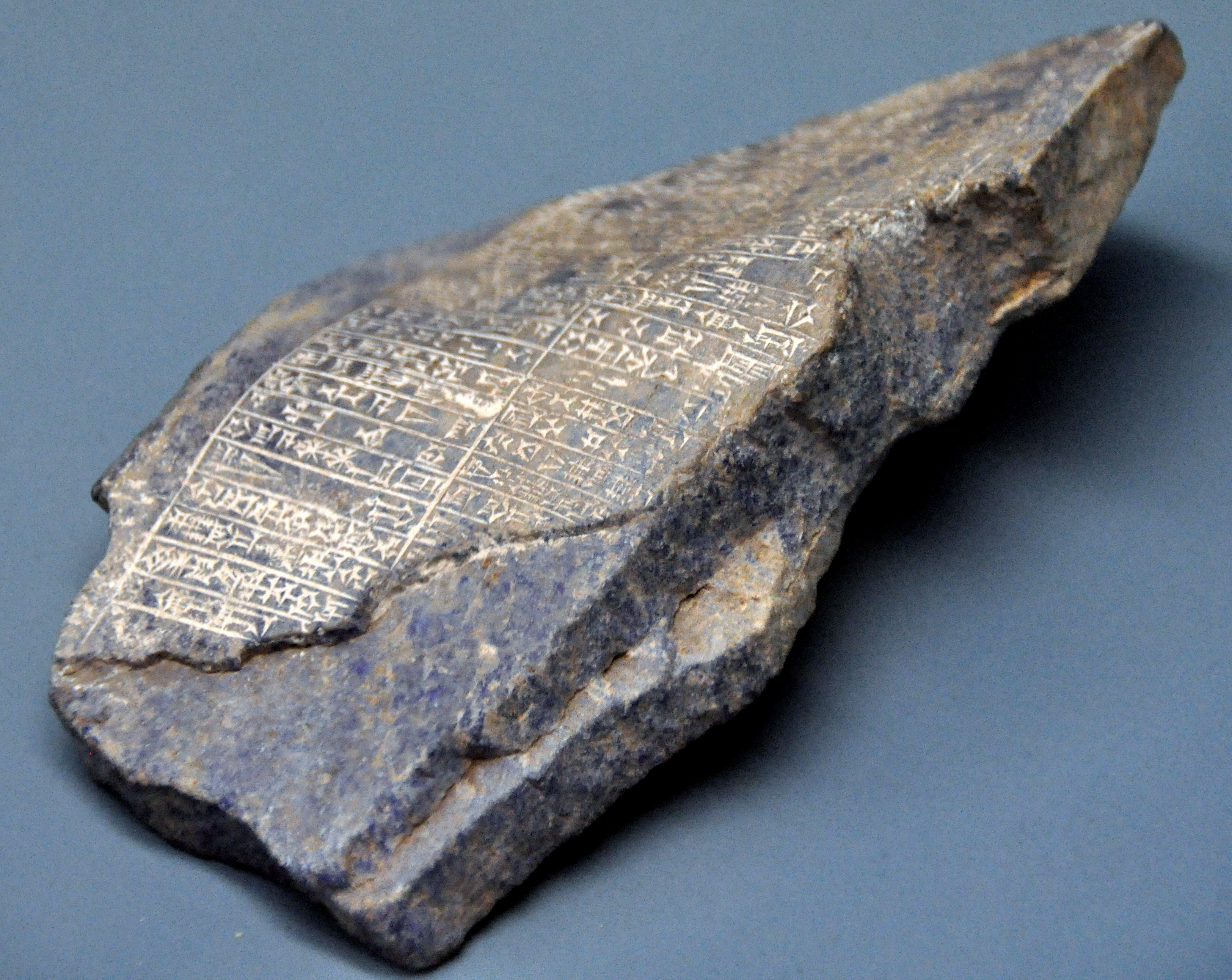
Lapis Lazulifragment med byggnadsbeskrivning. Från kassitisk tidsålder, funnen i Irak. Forna orientmuseet. Istanbul
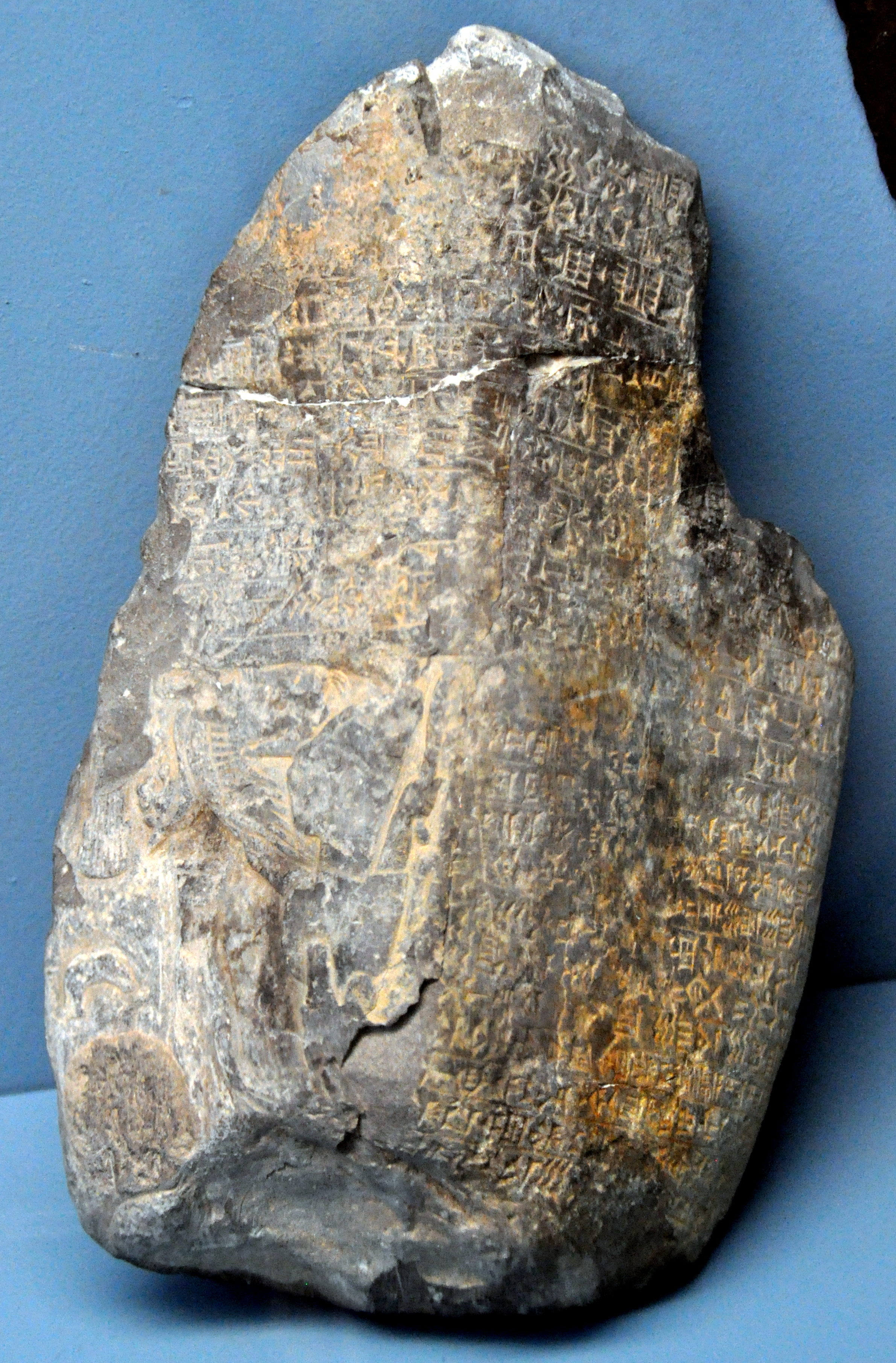
Gränssten som omnämner den kassitiske konungen Kurigalzu II. Funnen i Nippur, Irak. Forna orientmuseet. Istanbul.